# Villa Ludovisi
Villa Ludovisi är en villa (palats) i Rom, uppförd i början av 1600-talet för Ludovico Ludovisi.
Villa Ludovisi består av Palazzo Piombino och Casino dell'Aurora, den senare med takmålningar av Guercino. I Villa Ludovisi förvarades tidigare Ludovisisamlingen, en berömd konstsamling, numera överförd till Museo delle Terme. Bland samlingarnas föremål märks en gallerigrupp, Elektra och Orestes, Junohuvudet Hera Ludovisi, en skulptur av en sittande Mars Ares Ludovisi. Med samlingen har senare införlivats den 1887 funna Ludovisiska tronen, en relieftron från 400-talet f.Kr. med motiv från Afrodites födelse.
Samlingarna inköptes 1901 av Italienska staten.